# Erioptera furcifer
Erioptera furcifer là một loài ruồi trong họ Limoniidae. Chúng phân bố ở miền Tân bắc.